# Caio (football)
Pour les articles homonymes, voir Caio.
Caio César Alves dos Santos, plus communément appelé Caio, né le 29 mai 1986 à Mirandópolis, est un footballeur brésilien évoluant au poste de milieu de terrain.